# Constituição do Estado de São Paulo de 1967

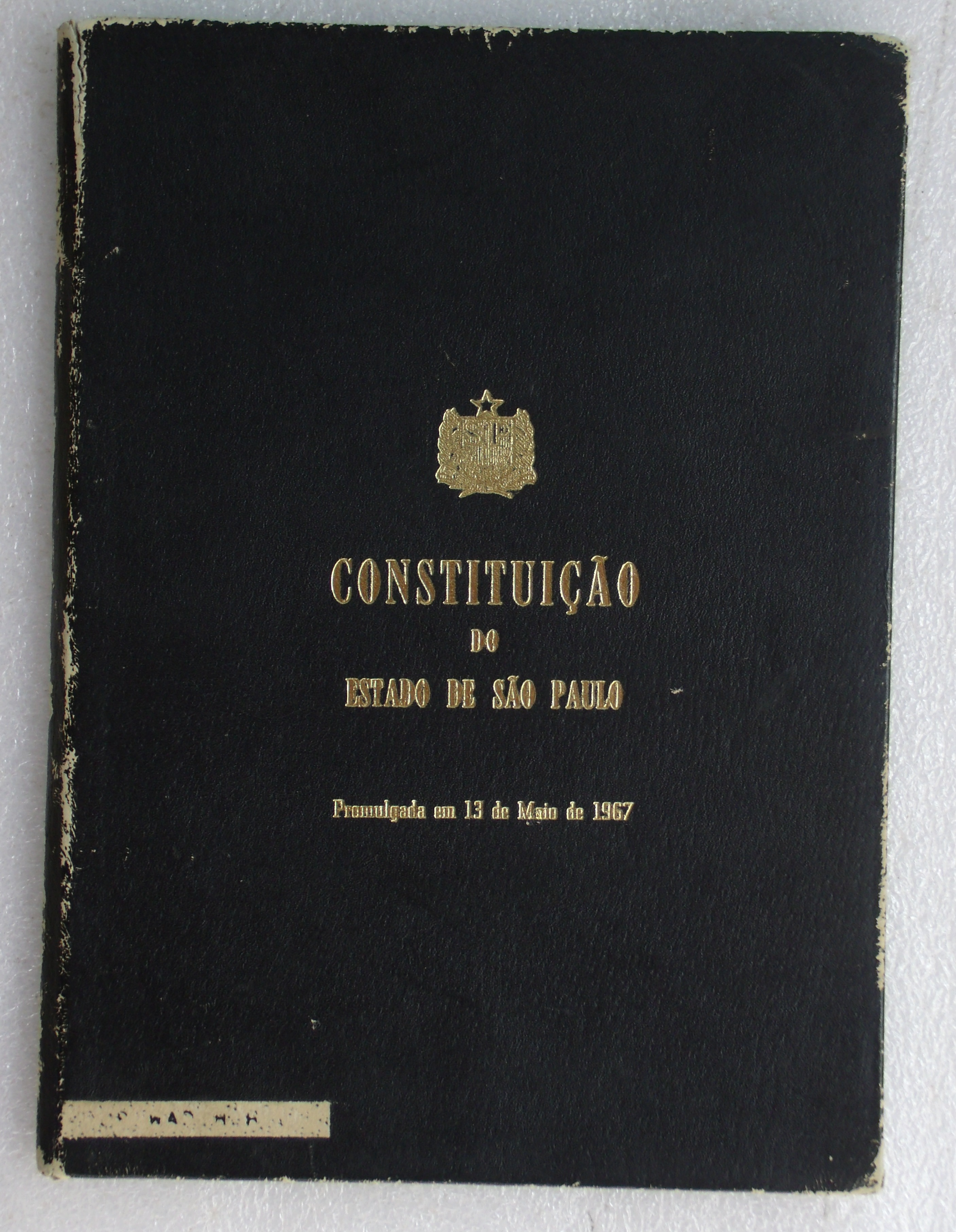
Edição especial publicada pela Imprensa Oficial contendo reprodução dos autógrafos de todos os constituintes.

A Constituição do Estado de São Paulo de 1967 foi uma Carta Política Magna Estadual promulgada em 13 de maio de 1967.

## História
Promulgada para adequar o código político-jurídico do estado à constituição da Ditadura de 1964, vigourou, com emendas, até a promulgação da Constituição Paulista de 5 de outubro de 1989.

## Corpo
O corpo da referida constituição compunha-se de uma literatura de 148 artigos e mais 19 na literatura do Ato das Disposições constitucionais Transitórias.

## Revogação da autonomia política dos municípios
A Constituição Estadual de 1967 previa que a Capital (São Paulo) e municípios que fossem estâncias hidrominerais ou declarados de interesse da segurança nacional não teriam eleição direta para seus prefeitos, sendo estes indicados pelo governador e aprovados pela Assembleia Estadual.

## Transferência da capital para o interior do estado
A constituição previa no Artigo 1º do Ato de Disposições Transitórias que "A Capital será transferida para a região central do Estado", ficando a definição exata do local a cargo de uma comissão de técnicos nomeada pelo governador.
A emenda que dispunha sobre a transferência de capital foi proposta pelo ex-deputado estadual Amaral Gurgel, da Aliança Renovadora Nacional (Arena). Os defensores da mudança de capital se valiam, sobretudo, de dois argumentos: por um lado, a transferência poderia criar novos pólos de desenvolvimento social e econômico no Estado, distribuindo melhor a atividade econômica concentrada na cidade de São Paulo. De outro, a capital paulista estava crescendo muito rápido e além da conta, encarando problemas decorrentes da falta de planejamento urbano.
Houve disputas políticas sobre onde a seria localizada a nova capital. Campinas, Araraquara, Bauru e São Carlos estavam entre as candidatas. A comissão técnica acabou definindo área que inclui partes dos municípios de Brotas, São Pedro, Itirapina e Torrinha como a mais apropriada para construção da nova capital, mas esta nunca foi erguida. Em 1969 o dispositivo foi retirado da constituição estadual.

## Edição especial
Em 1968 a Imprensa Oficial do Estado de São Paulo publicou um livro cerimonial com o texto da referida Carta Constitucional. A publicação tem formato brochura em capa dura com decoração ostentando o Brasão do Estado como timbre e as letras douradas; medindo 32 centímetros de comprimento, 23,5 de largura por 1,3 de altura e tem os autógrafos de todos os membros daquela Constitute Estadual.

## Deputados Constituintes
Relação de deputados constituintes:
1. Nelson Pereira, Presidente
2. Gilberto Siqueira Lopes, 1.º Secretário
3. Oswaldo Martins, 2.º Secretário
4. Abílio Nogueira Duarte
5. Adhemar Monteiro Pacheco
6. Agnaldo Rodrigues de Carvalho Júnior
7. Alex Freua Netto
8. Alfeu Luiz Gasparini
9. Altimar Ribeiro de Lima
10. Álvaro Simões de Souza
11. Antônio Donato
12. Antônio Leite Carvalhaes
13. Antônio Morimoto
14. Antônio Pinheiro Camargo Júnior
15. Antônio Salim Curiati
16. Ary Silva
17. Aurélio Campos
18. Avelino Junior
19. Benedito Matarazzo
20. Camillo Ashcar
21. Cássio Ciampolini
22. Cesar Arruda Castanho
23. Chopin Tavares de Lima
24. Conceição da Costa Neves
25. Diogo Nomura
26. Domingos José Aldrovandi
27. Domingos Leonardo Cerávolo
28. Dulce Salles Cunha Braga
29. Egydio João Serrano Martin
30. Emílio Meneghini
31. Esmeraldo Tarquínio
32. Fábio Máximo de Macedo
33. Fausto Tomaz de Lima
34. Fauze Carlos
35. Fernando Leite Perrone
36. Fernando Mauro Pires da Rocha
37. Francisco Franco
38. Francisco Salgot Castillon
39. Geraldino dos Santos
40. Gióia Júnior
41. Guilherme de Oliveira Gomes
42. Heitor Maurício de Oliveira
43. Hélio Dejtiar
44. Hélio Mendonça
45. Hélvio Nunes da Silva
46. Jacintho Figueira Júnior
47. Jacob Pedro Carolo
48. Jacob Salvador Zveibil
49. Jamil Assuf Dualibi
50. Jamil Gadia
51. Januário Mantelli Netto
52. Jayme Daige
53. João Mendonça Falcão
54. João Lázaro de Almeida Prado
55. João Paulo de Arruda Filho
56. Joaquim Gouvêa Franco Júnior
57. Joaquim Jácome Formiga
58. Jorge Maluly Neto
59. José Alfredo do Amaral Gurgel
60. José Blota Júnior
61. José Cabral de Almeida Amazonas
62. José Calil
63. José Costa
64. José F. Archimedes Lammóglia
65. José Jorge Cury
66. José Rosa da Silva
67. Jurandyr Paixão de Campos Freire
68. Juvenal De Campos
69. Juvenal Rodrigues de Moraes
70. Laércio Côrte
71. Leonardo Barbieri
72. Lincoln dos Santos Grillo
73. Lúcio Casanova Neto
74. Manoel A. Marcondes Machado Filho
75. Marcondes Pereira
76. Molina Júnior
77. Murillo Sousa Reis
78. Muzeti Elias Antônio
79. Nabi Abi Chedid
80. Nadir Kenan
81. Nagib Chaib
82. Nesralla Rubez
83. Nicola Avallone Júnior
84. Olavo Hourneaux de Moura
85. Orestes Quércia
86. Orlando Jurca
87. Oswaldo Santos Ferreira
88. Oswaldo Samuel Massei
89. Paulo de Castro Prado
90. Paulo Nakandakare
91. Paulo Planet Buarque
92. Pedro Geraldo Costa
93. Pedro Paschoal
94. Raul Schwinden
95. Renato Cordeiro
96. Roberto Gebara
97. Roberto Valle Rollemberg
98. Ruy de Mello Junqueira
99. Ruy Oswaldo Codo
100. Ruy Silva
101. Salim Abdala Thomé
102. Salim Sedeh
103. Salvador Julianelli
104. Semi Jorge Resegue
105. Shiro Kyono
106. Sinval Antunes de Souza
107. Solon Borges dos Reis
108. Sidney Cunha
109. Urbano Reis
110. Valério Giuli
111. Vicente Botta
112. Wadih Helu
113. Waldemar Lopes Ferraz